# Jean-Michel Billaut
Pour les articles ayant des titres homophones, voir Billaut et Billot.
Jean-Michel Billaut est un analyste et une personnalité française d'Internet, né le 29 avril 1945 à Illies (Nord) et mort le 11 janvier 2025 à Goussonville (Yvelines).

## Biographie
Analyste prévisionniste de la Compagnie bancaire (qui fusionne ensuite avec Paribas), Jean-Michel Billaut emprunte un Minitel à la DGT pour connecter ce terminal de données aux serveurs bancaires et inventer une application concrète (accord de crédit en 10 minutes au lieu des 10 jours habituels) destinée aux commerçants. En 1978, il crée l'Atelier Compagnie bancaire, un centre de veille technologique et d'analyse des nouvelles technologies. Dès 1983, Cetelem utilisera le Minitel sur ses conseils pour développer des applications de paiement avec carte bancaire et, selon le magazine CIO, estimera, six ans plus tard, avoir ainsi gagné trois points de parts de marché pour atteindre 35 % du marché des paiements par Minitel.
L'Atelier est devenu depuis L'Atelier BNP Paribas qui, en 2007, s'implante aux États-Unis et lance un site web consacré à l'actualité des technologies.
Il a aidé au lancement d'un nombre important de sites dans les années 1990 et était surnommé le « gourou » de l'Internet. Le magazine Wired en fait un long portrait en 2000 dans un article consacré à la France et l'appelle affectueusement le « e-grandpa ».
Dès le début des années 2000, il prône un développement rapide de l'accès à internet haut débit, prédisant qu'un jour on ne classera plus un pays en fonction de son nombre de camions ou des tonnes de blé produites, mais en fonction de sa bande passante.
Il reçoit le titre de chevalier de la Légion d'honneur à la fin de l'année 2000.
Il est connu pour ses billautshows qui sont des interviews de personnalités de l'internet français qu'il publie régulièrement sur son blog.
En octobre 2011, il reçoit un Hub Awards d'honneur lors de la conférence Hub Forum.
Depuis plusieurs années, il participe à de nombreuses conférences sur l'économie numérique, où il fait souvent office de prospectiviste, comme dans cette conférence en 2015 We Demain, organisée par Canal+ et We Demain où il intervient sur le thème : « La fin du travail : comment le numérique va tout changer d'ici 2050 ».
En 2016, candidat à la présidentielle dans le cadre de l'initiative pour LaPrimaire.org, il figure parmi les seize qualifiés.
Son décès est annoncé le 11 janvier 2025.